# Grevillea endlicheriana
Espèce
Classification phylogénétique
Grevillea endlicheriana est une espèce d'arbuste de la famille des Proteaceae endémique dans le sud-ouest de l'Australie-Occidentale. Il peut mesurer de 1 à 3 mètres de hauteur et produit des fleurs blanches, roses ou rouges entre juillet et novembre (de la fin de l'été au milieu du printemps) dans son aire naturelle.
L'espèce a été décrite pour la première fois par le botaniste Carl Meissner en 1845.